# Subrutina

Diagrama del funcionament d'una subrutina.

En computació, una subrutina o subprograma, com a idea general, es presenta com un subalgorisme que forma part de l'algorisme principal, el qual permet resoldre una tasca específica. Alguns llenguatges de programació, com Visual Basic, .NET o Fortran, utilitzen el nom "funció" per referir-se a subrutines que retornen un valor.
En llenguatges programació diferents una subrutina pot ser anomenada procediment, una funció, una rutina, un mètode, o un subprograma. A vegades s'utilitza el terme genèric unitat exigible.
Una subrutina en ser cridada dins d'un programa fa que el codi principal es detingui i es dirigeixi a executar el codi de la subrutina, en canvi quan es parla d'una macro, el compilador pren el codi de la macro i l'implanta al lloc on va ser escrita la macro, augmentant així el codi font i, per tant, l'objecte.
Maurice Wilkes, David Wheeler, i Stanley Gill se'ls atribueix la invenció d'aquest concepte, que van denominar-lo com una subrutina tancada, en contrast de la subrutina oberta o macro.

## Elements de la declaració d'una subrutina
Les declaracions de subrutines generalment són especificades per:
- Un nom únic a l'àmbit: nom de la funció amb el qual s'identifica i es distingeix de les altres. No hi podrà haver una altra funció ni procediment amb aquest nom (excepte sobrecàrrega o polimorfisme en programació orientada a objectes).
- Un tipus de dada de retorn: tipus de dada del valor que la subrutina retornarà en acabar la seva execució.
- Una llista de paràmetres: especificació del conjunt d'arguments (poden ser zero, un o més) que la funció ha de rebre per realitzar la seva tasca.
- El codi o ordres de processament: conjunt d'ordres i sentències que ha d'executar la subrutina.

## Exemples
```
PROGRAMA principal
 instrucció 1
 instrucció 2
 ...
 instrucció N
 ...
 Subrutina NombreX
 .......
 FI subrutina
 ...
 FI PROGRAMA principal.

```

La següent funció en C és l'analogia al càlcul de la mitjana matemàtica. La funció "Mitjana" retorna un valor decimal corresponent a la suma de 2 valors enters d'entrada (A i B):
```
float
 
Mitjana
 
(
int
 
A
,
 
int
 
B
){

 
float
 
r
;

 
r
 
=
 
(
A
+
B
)
/
2.0
;

 
return
 
r
;

}

```

Així una subrutina anomenada "Mitjana (3,5)" retornarà el valor de tipus real (float) 4,0.